# Țigănași
Tigănași là một xã thuộc hạt Iași, România. Dân số thời điểm năm 2002 là 4279 người.